# 中国の科学技術史

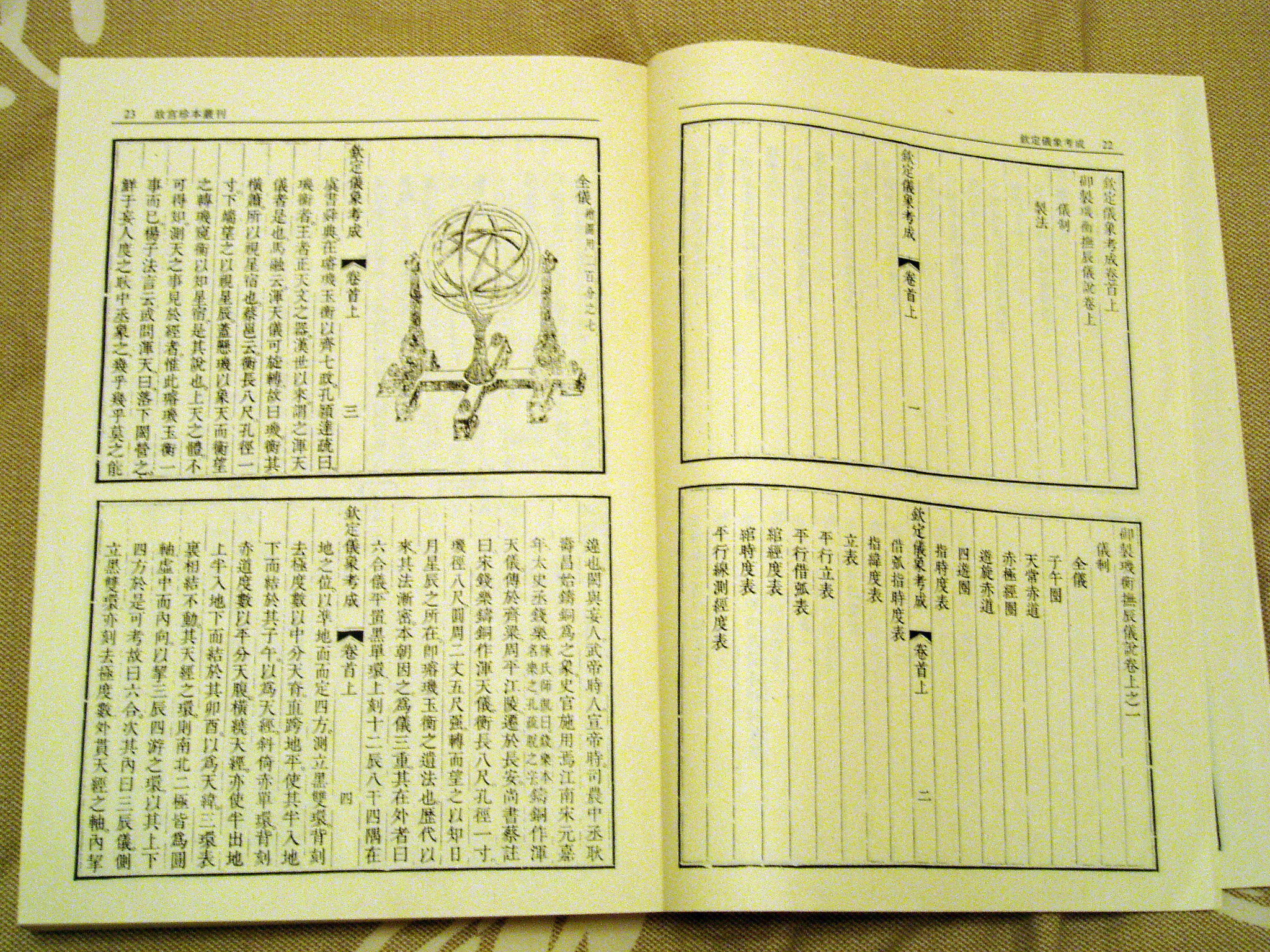
天体観測器械の製作法、清

中国の科学技術史（ちゅうごくのかがくぎじゅつし）は、長い歴史をもち科学技術の発展に大きく寄与してきた中国における科学と技術の発達を対象とする。古代にはギリシアの哲学者と他の文明圏、および中国の哲学者がそれぞれ独自に科学・技術・数学・天文学を発達させた。彗星や超新星の世界で最も古い観測記録が残っているのは中国である。伝統医学・鍼灸術・漢方薬も実践された。
初期の発明には算盤・影時計・凧・天灯といった世界初の人工飛行体などがある。古代中国の4大発明といわれる羅針盤・火薬・紙・印刷は最も重要な技術革新であるが、ヨーロッパに伝わったのは中世の終わりごろである。唐代（618年-906年）はことに発明が続いた時代である。ヨーロッパと中国の間で知見の交換が始まったのは清代以前のことである。
イエズス会中国使節は16世紀-17世紀に西洋科学と天文学を中国に持ち込み社会改造に利用する一方、中国技術の知識をヨーロッパに持ち帰った。欧米における中国科学史研究の初期の業績の多くはジョゼフ・ニーダムに帰することができる。近代以後の日本では薮内清らがこの分野を手がけてきた。

## 古代技術

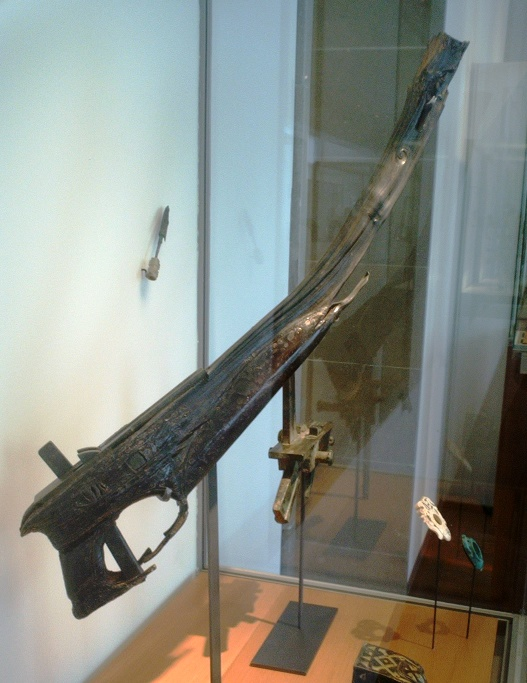
出土した前漢の弩、紀元前2世紀

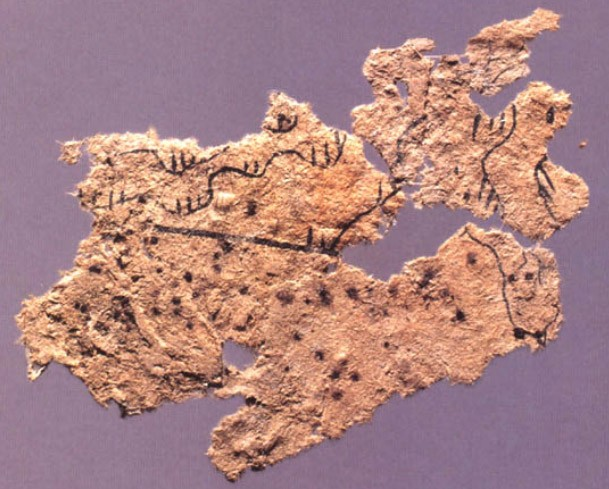
放馬灘で発掘された初期の紙の断片、紀元前2世紀

古代中国に始まり長く実用に供されているもののひとつに、道教に由来する鍼灸術や漢方薬などの伝統中国医学がある。鍼灸術の実践は紀元前1世紀に遡ることができる。鍼灸術に類似した医術は青銅器時代のユーラシアですでにみられたとする科学者もいる。
古代中国は数学や天文学に使う計数・計時装置も発明した。日時計の前身である影時計が中国で出現したのは4000年前のことであるが、算盤の発明は紀元前1000年-500年の間ごろである。これらを使った中国人は、紀元前500年に惑星の記録を作成した。『天文気象雑占』は紀元前400年頃に著された史上初の彗星図解である。約300年間に出現した29彗星を掲載し、彗星の出現を地上の出来事と関連づけて解釈した。

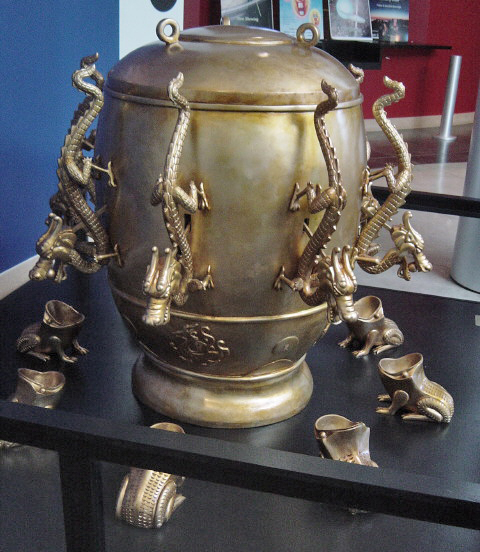
想像によって再現された候風地動儀

建築では中国技術の頂点に立つのが、紀元前220年-紀元前200年頃に在位した秦の始皇帝の時代に建設された万里の長城である。秦に続く漢の時代から19世紀まで中国の一般建築に大きな変化はなかった。秦の時代に弩が改良されたが、これはのちにヨーロッパに渡り武器の主流になった。始皇帝の墓から出土した兵馬俑墓から数点の弩が見つかった。
後漢の学者で天文家の張衡（78年-139年）は渾天儀（天球儀）を発明したが、これは2,500の恒星と100以上の星座を収めている。132年に張衡は世界初の感震計を発明し、「候風地動儀」と名づけた。
後漢（25年-220年）の歴史によれば、この感震計は壺のような形の装置で、8個の球のうち1個を落下させて、いつ、どの方向に大地が揺れたか（震源）を知らせるという。2005年6月13日、中国の地震学者がこの複製を作成したと発表した。
機械技術者の馬鈞（200年-265年ころ）も古代中国で際立つ人物である。馬鈞は絹の機織機を改良し、機械式チェーンポンプを設計して庭園に給水し、水転百戯（目隠しをした大きな水車を動力に動く大きく複雑な人形芝居）を創作、魏の明帝に献上した。しかし馬鈞最大の発明は指南車であろう。これは複雑な構造の機械式羅針盤車である。これは各々異なる速度で回転する車輪に同じトルクを配分する差動歯車を組み込んでいるが、これは現代の自動車がすべて装備している機構である。
ノギスは中国で2,000年以上前に発明された。また中国文明は航空の領域に世界で初めて踏み込んだ。凧と天灯（熱気球の原型）は人類初の『飛行機』といえる。
後漢時代に成立したとみられる著者不明の『九章算術』と言う算術書には開平法や連立一次方程式など様々な数学の問題が載っており（籌算参照）、後には数学教育のテキストに採用されている。魏の劉徽は『九章算術』の注釈のなかで、円周率を計算して、3.1416という近似値を得ている（「円周率の歴史」参照）。
南北朝時代の数学者の祖沖之は円周率を3.1415926と3.1415927 の間であると推算し、その密率を 355/113 と決めている。これは当時の世界で最も正確な値であったようである。また彼の子の祖暅は半径 r の球の体積が{\displaystyle {\frac {4}{3}}\pi r^{3}}で求められることを考え出した。

## 古代中国の4大発明

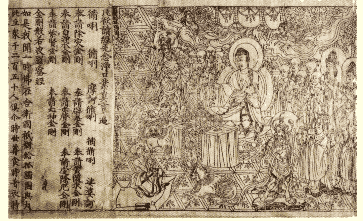
金剛経の複雑な口絵 唐 868年（大英博物館収蔵）

羅針盤・火薬・紙・印刷の4つは古代中国の4大発明と呼ばれている。紙と印刷の発明がこの中で早かった。印刷は唐の時代の中国の記録があるが、布地のプリント染色は220年以前のものが残存している。羅針盤の発達を正確に追跡するのは困難だが、針と磁石の引き合いは20年-100年頃に編纂された『論衡』で検証されている、中国文学に磁針が初めて登場するのは1086年である。
晋代（265年-420年）の建武元年（317年）には錬金術師の葛洪が硝石・松脂・木炭を一緒に加熱したときに生じる化学反応を自著『抱朴子』に記録している。その他の火薬の記録では、850年頃の中国のある書籍には、道教徒が不老不死の霊薬を作ろうとしてできた副産物が火薬であるという記述がある。

1274年の文永の役における「てつはう」の使用を描いた『蒙古襲来絵詞』（永仁元年（1293年）2月9日和暦は改元前のため実際は正応6年か。）の写本の図。なお佐藤鉄太郎 『蒙古襲来絵詞と竹崎季長の研究』（2005年）によればこの「てつはう」（とモンゴル兵）は江戸時代の加筆であるとする。

この4大発明は中国文明の発展にのみならず、地球規模で巨大な衝撃を与えた。たとえば火薬は13世紀にアラブ世界に広がり、その後ヨーロッパへ伝わった。イギリス人哲学者フランシス・ベーコンは『ノヴム・オルガヌム』 （新機関）のなかで次のように記している：
14世紀に焦玉が記した『火龍経』は中国の重要な戦術論のひとつである。火薬を使った兵器として記載されたものには、火箭（焼夷矢）・火鎗・火器・地雷・水雷・射石砲・大砲、および火薬のほか毒ガスや煙幕などの処方も収めてある。
11世紀には、畢昇（972年-1051年）が膠泥活字印刷を発明、1298年には王禎が木活字を実用化、1490年には華燧が金属活字を実用化した。

## 中世

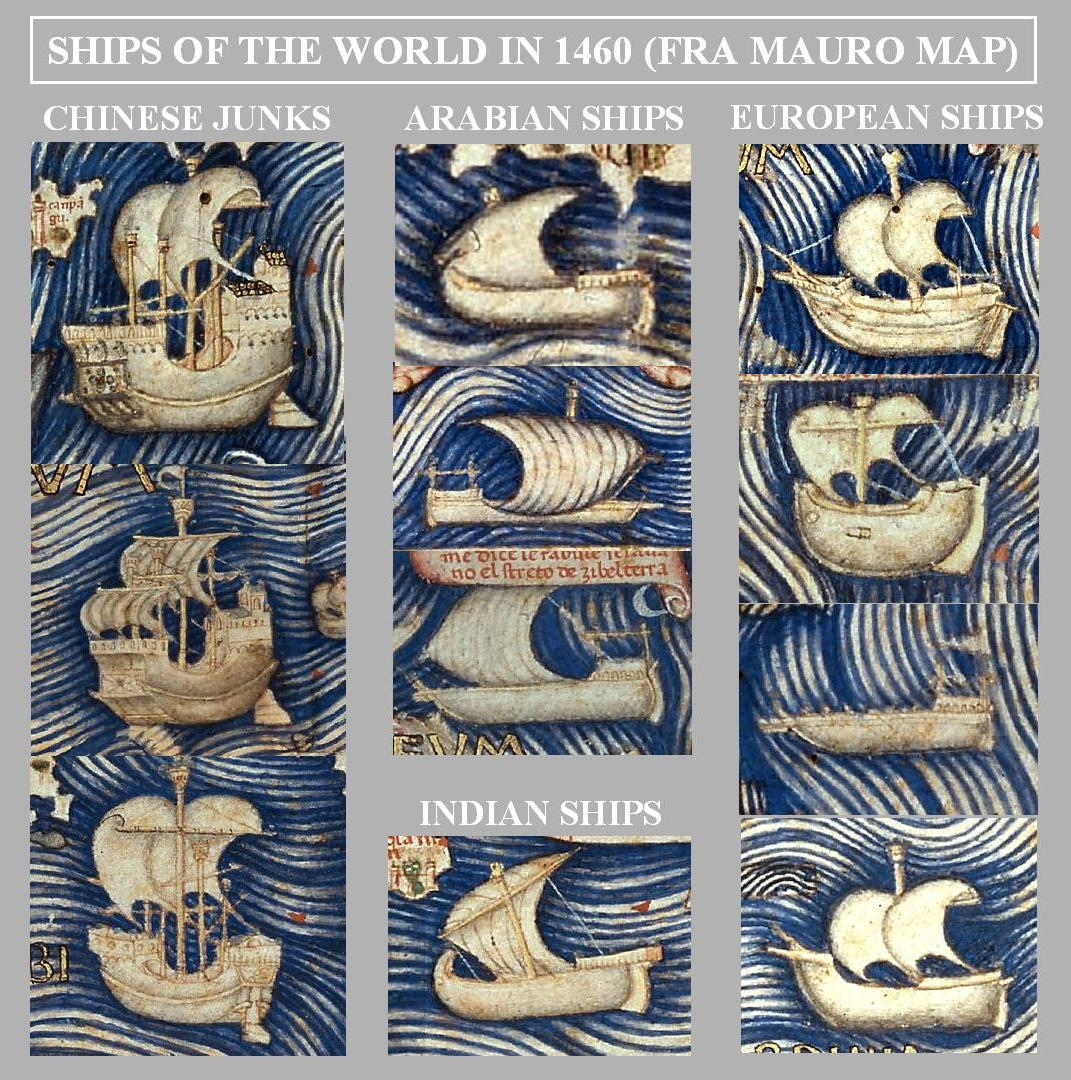
1460年の世界の船舶（フラ・マウロの世界図）中国のジャンク船を3－4本マストの大型船と記述

この時代の科学的成果には、マッチ、乾ドック、2動作ピストン式ポンプ、鋳鉄、鉄犂、馬具の頭絡、播種器、手押し車、吊り橋、パラシュート、天然ガスの燃料利用、立体地形図、プロペラ、水門がある。唐（618年-906年）の時代はことに発明が相次いだ。
7世紀には、手彫りの木版で1ページごとに印刷する書籍印刷が中国と日本で発達した。最も古い印刷物として名が知られるのは9世紀の金剛経である。その頃活版も出現したが多数の活字が必要になるため顧みられなくなった。グーテンベルクの時代まで活版印刷技術を改良する環境は整わなかったらしい。

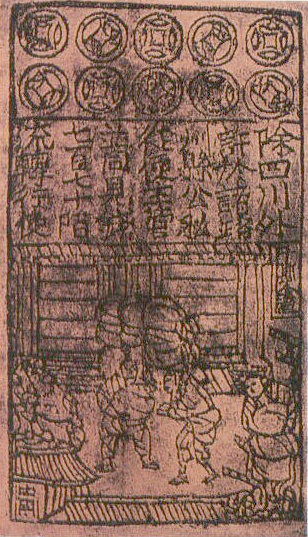
世界初の紙幣（交子）導入は宋の時代、その後元の時代に普及

火薬に加え、中国人は東ローマ帝国の武器『ギリシアの火』の火炎放射装置の一枚上を行った。猛火油と猛火油櫃（ポンプ式火炎放射器）は900年ごろ中国ではじめて使われた。中国のイラストは東ローマの文書の挿絵よりも具体的であり、1044年には攻城攻撃にこの使用を奨励する記録が残っているが、そこにはポンプを水平に装着した真鍮の容器と小口径のノズルがみられる。975年南京近郊の揚子江の戦いの記録から武器の威力がわかるが、風向きが変わると火は宋軍側に吹き戻される。
宋（960年-1279年）は長い内戦後の中国に安定をもたらし、科挙と能力主義で新時代の社会を切り開いた。初代皇帝太祖が打ち立てた政体は言論と思想の自由を大幅に認めたため、科学の進歩、経済改革、芸術・文学が開花する土壌ができた。交易は国内・対外とも盛んになり、開封や杭州の貨幣鋳造所では技術改良が進み次第に宋銭の生産量が増加した。1080年に神宗の貨幣鋳造所は500,000,000個の硬貨（中国人ひとりあたり約50個）を鋳造し、1023年には初の紙幣を生産した。この硬貨は長く市場に出回り700年後の18世紀まで使われた。

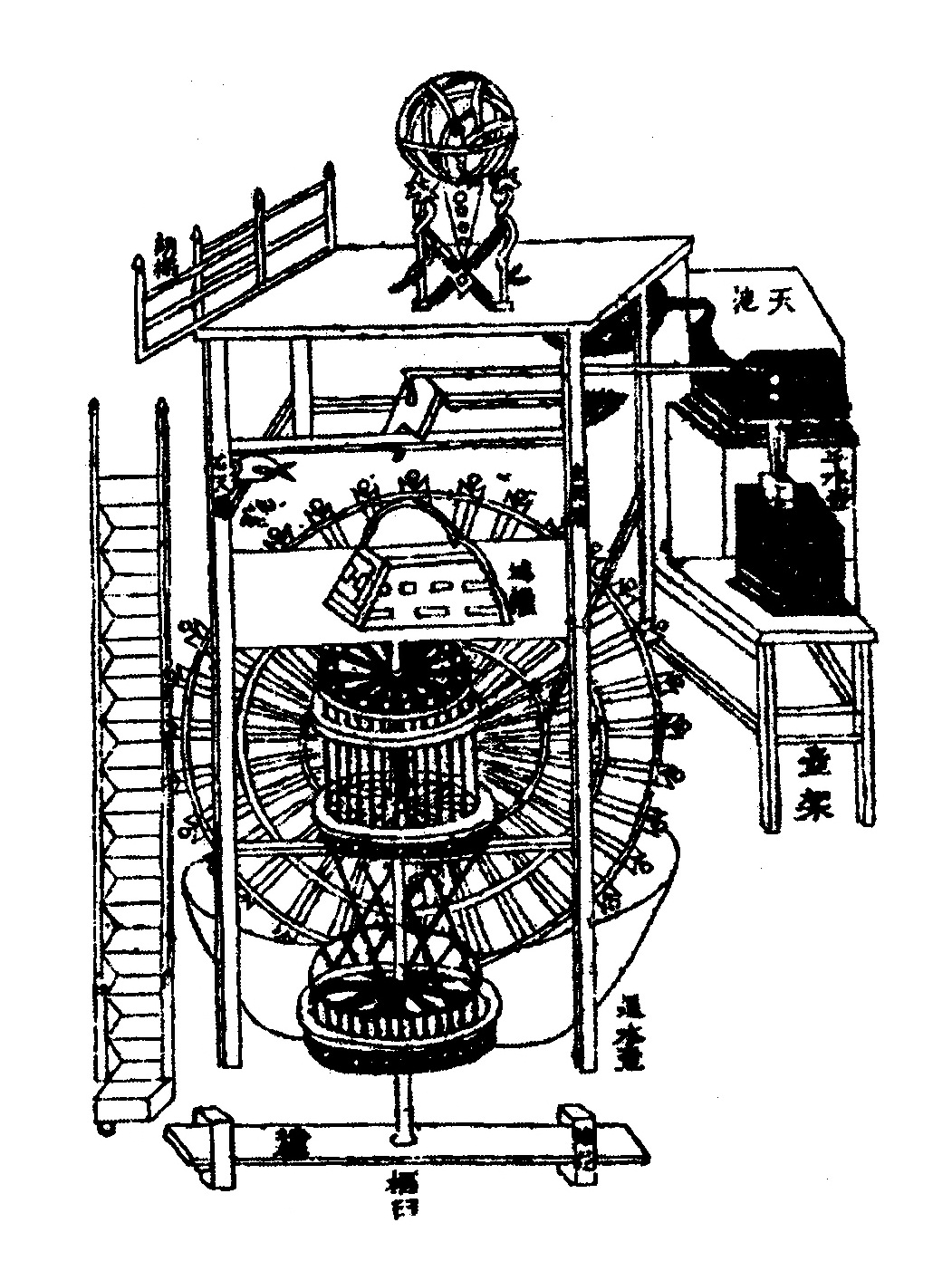
蘇頌の天文時計塔の内部動作機構、1092年出版の自著より

宋の時代には著名な発明家や科学者が数多く輩出した。官吏の沈括、著作『夢渓筆談』（1088年）でよく知られる。沈括は本書で、船舶修繕用乾ドック、航行用磁気羅針盤の使用のほか、『真北』という概念（および北極への磁気偏角）の発見について触れている。また沈括は、土地形成の地質学的理論（地形学）を創案したり、きわめて長い時間で地質学的地域に気候変動が起こることを理論化した。同じような才能に恵まれた官吏の蘇頌は、1088年頃に完成した開封の天文時計台を技術監督したことで知られる。時計台は水車を動力に脱進機で駆動した。この脱進機がヨーロッパに出現するのは2世紀後のことである。時計台の頂上に冠するのは機械仕掛けで動く大きな青銅製の渾天儀である。蘇頌は『本草図経』（図解薬局方、原典は1058年-1061年）を学者グループで編纂し1070年に出版した。この薬学論文は関連分野が植物学・動物学・鉱物学・冶金学にまたがる博物学的なものであった。
中国の天文学者は1054年に世界で初めて超新星観測記録を残したが、この超新星はその後かに星雲となり、超新星爆発に関係することが確認された最初の天体となった。アラビア天文学と中国天文学はモンゴル人支配による元代に交流があった。クビライが設立した中国天文局でイスラム教徒の天文学者が働き、ペルシアのマラガ天文台で中国人天文学者が観測に従事した。（これ以前に、古代インドの天文学者は中国の宮廷に専門知識を伝授している。）

## 元代の技術伝播
元代の13世紀にも経済的観点による技術革新があったが、これはクビライの時代の初の紙幣の大量生産である。13世紀になるとヨーロッパとモンゴルの間では度々接触があったが、その代表は不安定なフランクとモンゴルの同盟である。西方で展開した戦線では、攻城包囲戦専門の中国人部隊が編成され、モンゴル軍の一翼を担った。1259年-1260年にアンタキヤ公ボエモン6世とその義父アルメニア王ヘトゥム1世率いるフランス騎士団とフレグのモンゴル軍は軍事同盟を結び、共同でイスラム教シリアの征服に乗り出し、まずアレッポ、次にダマスカスを攻略した。ロジャー・ベーコンの個人的知己で1254年-1255年にフランス国王ルイ9世の命を受けモンゴル帝国を訪れたウィリアム・ルブルックは、東西間で火薬のノウハウ移転を仲介した人物らしいといわれる。羅針盤は1219年-1223年にかけてペルシアのモンゴル人を訪れたテンプル騎士団総長ペドロ・デ・モンタギューがヨーロッパに持ち帰ったといわれる。

## 中国におけるイエズス会の活動

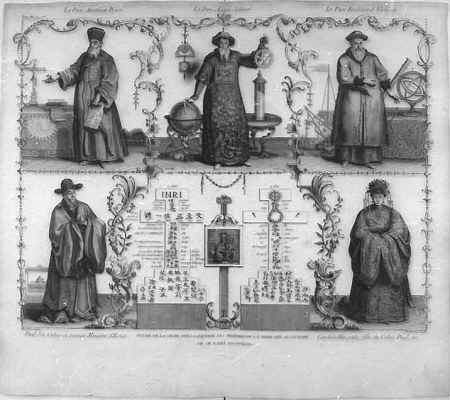
中国のイエズス会

イエズス会中国使節は16世紀-17世紀にヨーロッパの科学と天文学を中国に持ち込み、中国の社会改造を実行した。アメリカの歴史家トーマス・ウッズによれば、イエズス会は『惑星の動きが理解できるユークリッド幾何学など、物理的宇宙を理解するための大量の科学知識と、諸々の心理的小道具をこの地に持ち込んだ』。またウッズが引用した別の専門家によれば、イエズス会が科学革命を持ち込んだとき、偶然にも中国では科学が低調だったという。

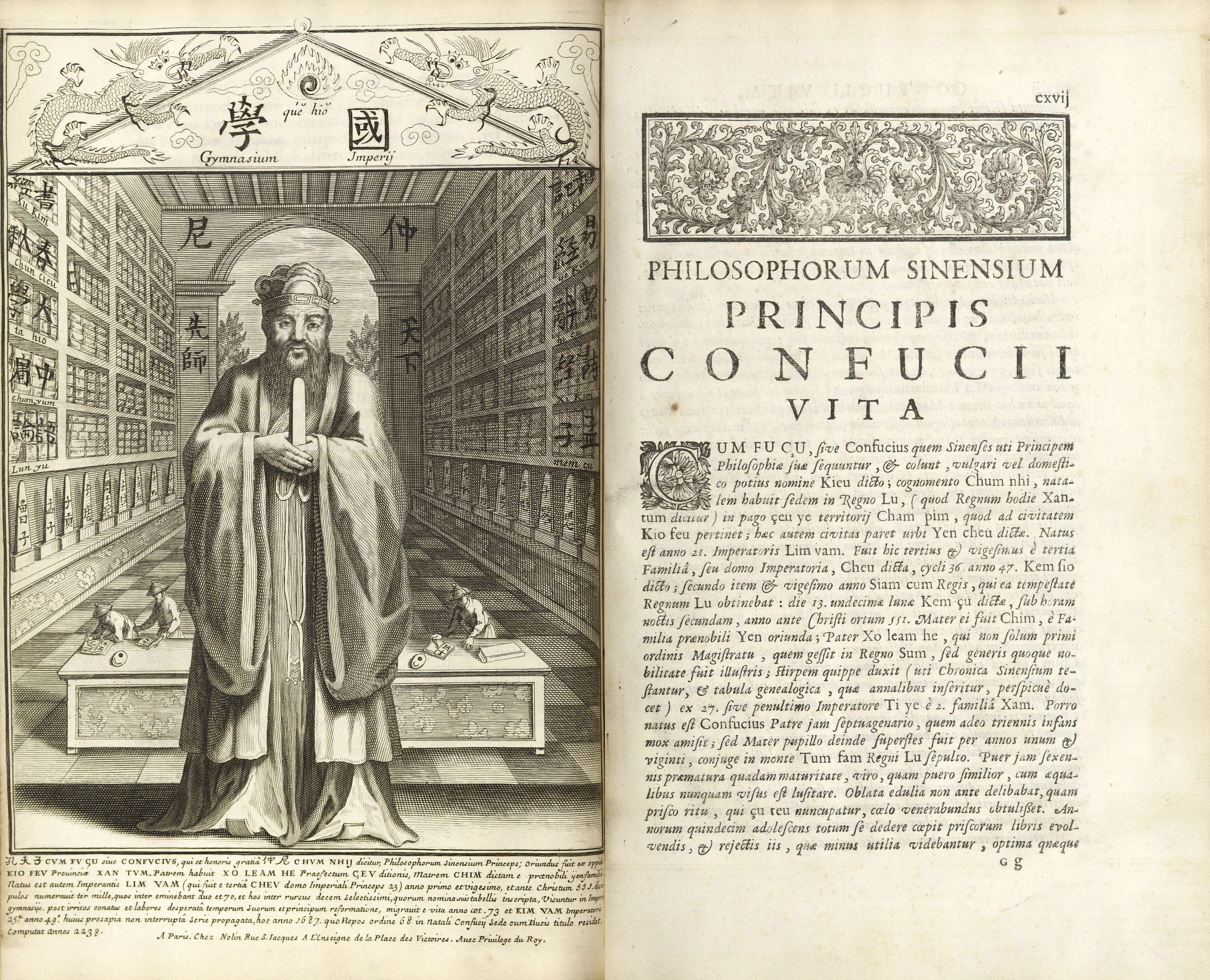
イントルチェッタの著作、1687年

イエズス会は西洋の数学と天文学の業績を中国語に翻訳し、中国人学者の関心を喚起した。マテオ・リッチは、儒教の教義を本部に報告し、イントルチェッタ神父は儒教の日常と業績を1687年にラテン語で出版した。この仕事はこの時代のヨーロッパの知識人にとり大変重要であったとみられる。ことに理神論者や啓蒙主義者は儒教の倫理体系とキリスト教倫理の統合に関心を払った。
アダム・スミスの先達で近代経済学を確立したフランスの重農主義者フランソワ・ケネーは『ヨーロッパの儒家』とよばれた。その思想と自由放任 Laissez-faire という主義の名称も、中国の『無為』に想を得たものとみられる。ゲーテは『ワイマールの儒家』とよばれた。

## 科学技術の停滞

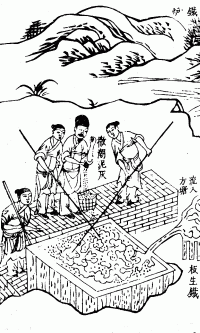
鉄鉱石を精錬する撹錬工程。錬鉄銑鉄をつくる。イラスト右側で（隠れて見えない）人物が溶鉱炉で作業中。宋應星（1587年-1666年）著、百科事典『天工開物』（1637年）より

歴史研究者の間で交わされる議論の主題となるのが、中国で科学革命が進展しなかった理由は何か、また中国の技術がヨーロッパの後塵を拝した理由は何かである。文化から政治経済まで各種の仮説が提唱されている。ネイサン・セビンの論点は、「中国にも科学革命は17世紀に存在したが、我々は西洋と中国の科学革命を政治・経済・社会の視点に細分化して理解するにはまだ程遠い」というものだ。ジョン・キング・フェアバンクの主張は、中国の政治制度が科学発展の障害であったとする。
文化的要因が『科学』と呼びうるものの発達を妨げたというニーダムの仮説には賛同者が多い。中国の知識人が自然界の法則性を信じる障害になっているのが、宗教・哲学の枠組であるというものだ。
同様な土壌が伝統医療の背景となる哲学全般にもみられる。その哲学は古来の中国の信仰を反映した道教思想に由来する。そこでは各個人の経験は環境に対してあらゆる影響を発揮する主因的原理となる。これは科学的方法以前の論理であり、科学的思考によりさまざまな批判を受けてきた。そのため解剖学や組織学の観点から経穴や経絡の存在を物理的に検証しうる、たとえば皮膚の伝導性がしかるべき点で増大するとしても、懐疑派の哲学者ロバート・キャロルなどは、『メタフィジカルな主張と経験的主張を混同する』という理由で鍼灸術を疑似科学とみなす。
近年の歴史家は政治や文化の側面からの説明に疑問を呈してきた。また、経済的原因により焦点を当ててきた。マーク・エルヴィンが提唱する「高水準均衡の罠」は、この考え方に沿った例であり、ケネス・ポメランツの論議と同様、新大陸から得られた資源がヨーロッパと中国の発展に決定的な差をつけたというものだ。そのほかに海禁や文化大革命などの出来事が重要な時機に中国を孤立させてきたとする。

## 近代化
1949年の中華人民共和国建設から、毛沢東時代はソビエト連邦の路線に沿って巨大科学研究の体制を再編し、核兵器の開発や人工衛星の打ち上げに成功した。この時代は屠呦呦によるアルテミシニンの発見、袁隆平によるハイブリッド米の開発など農業・医薬面では一定の成果があった。1975年以来、科学技術は4つの近代化の柱の一つであり、鄧小平が掲げる改革開放路線でも民生用技術の急速な発達も重視した。政府は科学の産業への応用と外国からの技術移転に重点を置く政策形成をしてきた。
21世紀になると、中華人民共和国の科学技術は急速に発展した。政府は世界経済に一層歩調をあわせ、かつ科学技術に一層重点を置くようになった。この結果資金供給が加速し、科学研究の体制は改善され、研究費は増大した。これらの要因は、スーパーコンピュータ・遺伝子工学などの研究分野で研究の進展に結びついている。また、政府は高速鉄道、電子商取引、電子決済、共有経済を中国の「新四大発明」と位置づけてる。